# Die Freibadclique
Die Freibadclique è un film televisivo del 2017, diretto da Friedemann Fromm e tratto dal romanzo omonimo di Oliver Storz.
Presentato in anteprima il 24 giugno 2017 nell'ambito del Munich Film Festival, il film venne distribuito nel resto del mondo dalla Beta Film.
Venne trasmesso per la prima sulla rete Das Erste 28 marzo 2018; anche il canale ORF 2 ha trasmesso il film quel giorno. Il DVD è stato pubblicato il 29 marzo 2018.

## Trama
Germania, estate 1944. Onkel, Knuffke, Bubu, Zungenkuss e Hosenmacher sono membri del Freibadclique, gruppo di quindicenni interessati di più alla musica swing, al sesso e alla libertà piuttosto che alla guerra e all'eroismo. Tutti innamorati della bella Lore, col passare del tempo si rendono conto che non c'è possibilità che possano sfuggire all'orrore al fronte.

## Riconoscimenti
- 2018 - Baden-Baden TV Film Festival
  - Nomination 3Sat Audience Award
- 2018 - German Screen Actors Awards
  - Miglior giovane attore a Jonathan Berlin
- 2018 - German Television Academy Awards
  - Miglior montaggio a Janina Gerkens
  - Nomination Miglior attore non protagonista a Theo Trebs
- 2019 - German Television Awards
  - Miglior musica a Annette Focks
  - Nomination Miglior attore a Jonathan Berlin